# Autocesta Bosanska Gradiška – Banja Luka
Autocesta Bosanska Gradiška — Banja Luka je dio europskog pravca E661. Prolazi sjevernim dijelom Bosne i Hercegovine, a povezuje Bosansku Gradišku na sjeveru i Banju Luku na jugu. Autocestom upravljaju Autoputevi Republike Srpske. Duga je 32,1 kilometra.
Na autocesti se nalaze četiri čvora (Mahovljanski čvor, Krnete, Berek i Čatrnja) i dva tunela (Klašnice i Laktaši). Mahovljanski je čvor otvoren 15. lipnja 2012. godine, a povezuje ovu autocestu s autocestom Banja Luka - Doboj. Na čvoru Krnete odvaja se cesta za Bosanski Aleksandrovac, a na čvoru Berek odvaja cesta se odvaja ka Novoj Topoli. Na čvoru Čatrnja odvaja se magistralna cesta Bosanska Dubica - Bosanska Gradiška. Tunel Laktaši dug je 370, a tunel Klašnice 400 metara. Također, na autocesti se nalazi pet mostova i vijadukt Bogdanovac.
Izgradnja autoceste započela je 8. rujna 2004. godine, a izgradnju je financirala Vlada Republike Srpske. Radovi na izgradnji su trebali biti završeni do 2008. godine, ali je dionica autoceste Klašnice - Mahovljani duga 5,6 kilometara otvorena krajem travnja 2011. godine, dok je druga dionica od Mahovljana do Bosanske Gradiške duga 26,5 kilometara otvorena 30. studenoga 2011. godine. Dana 16. ožujka 2015. u naselju Jakupovci kod Laktaša započela je naplata cestarine u iznosu od dvije do deset konvertibilnih maraka, u odnosu na kategoriju vozila.

## Vanjske poveznice
|  | Zajednički poslužitelj ima još gradiva o temi Autocesta Bosanska Gradiška – Banja Luka |

- Gradiška - Banja Luka, autoputevirs.com (srp.)